# Emma Lucy Braun

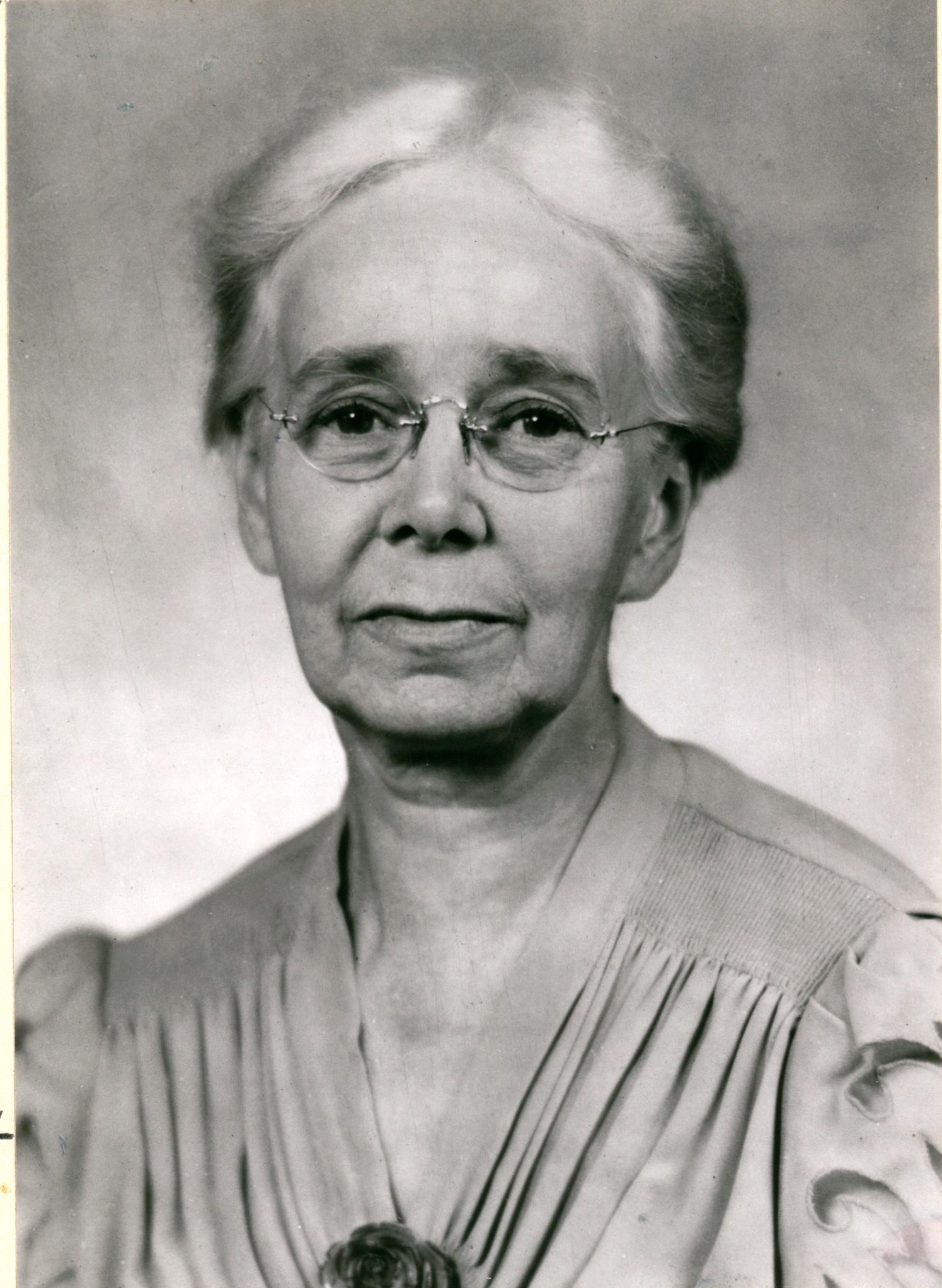
Emma Lucy Braun

Emma Lucy Braun (* 19. April 1889 in Cincinnati, Ohio; † 5. März 1971 ebenda) war eine  US-amerikanische Botanikerin, Ökologin und Hochschullehrerin. Sie war die erste Frau, die 1950 zur Präsidentin der Ecological Society of America gewählt wurde.

## Leben und Werk

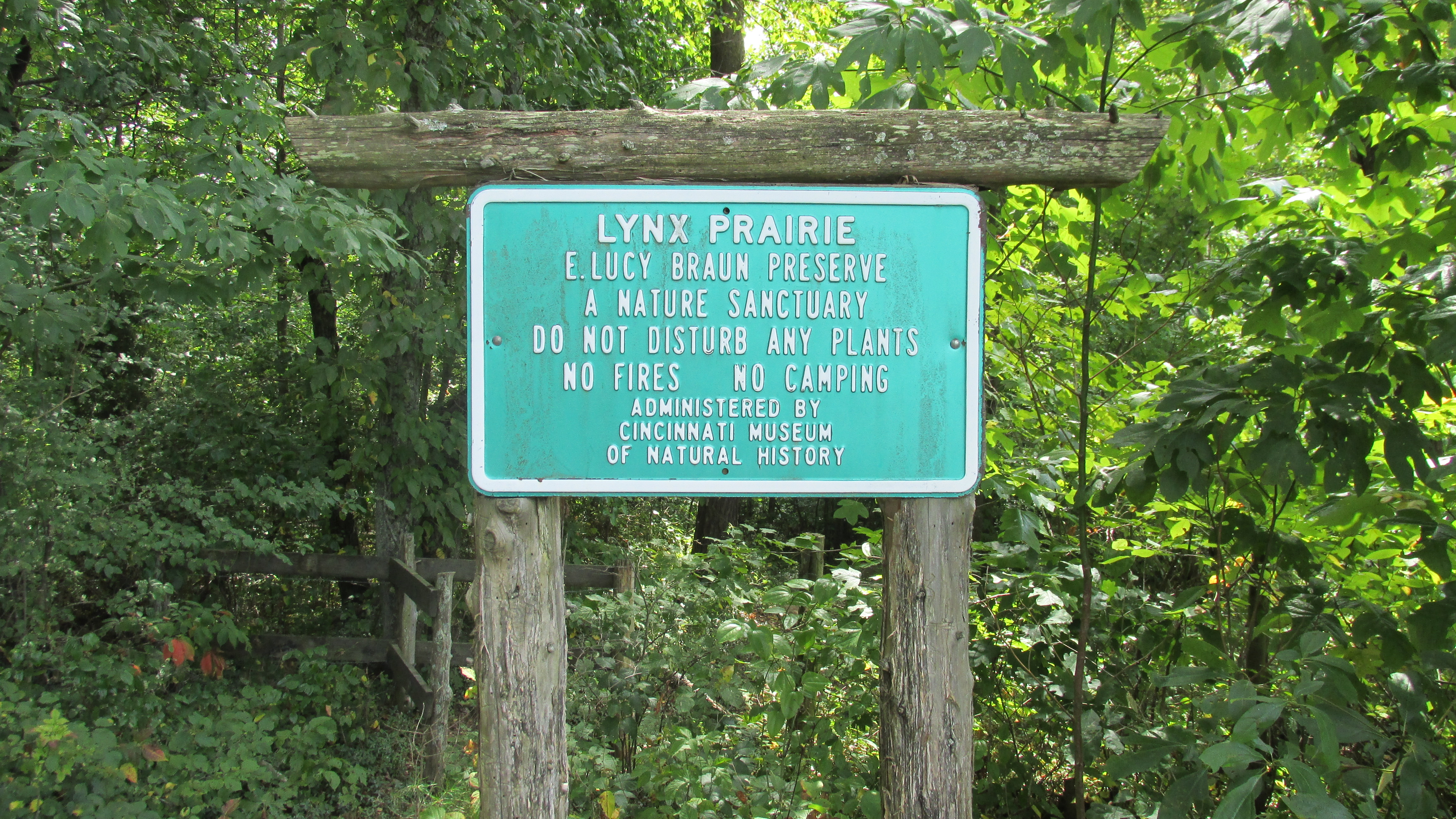
Lynx Prairie Trail Head Marker in Lynx, Ohio

Braun war die jüngere von zwei Töchtern der Lehrerin Emma Moriah Wright Braun und des Schulleiters George Frederick Braun. In der High School legte Braun eine Sammlung gepresster Pflanzen an, die bis zu ihrem Tod auf fast 12.000 Exemplare anwuchs. Sie studierte Geologie an der  University of Cincinnati, wo sie 1910 einen Bachelor-Abschluss in Geisteswissenschaften und 1912 einen Master-Abschluss erhielt. Danach forschte sie mit dem amerikanischen Botaniker und Pädagogen Henry Chandler Cowles an der University of Chicago und promovierte als dritte Frau 1914 in Botanik an der University of Cincinnati. Ihre Schwester Annette Frances Braun promovierte dort als erste Frau in Zoologie. Beide Schwestern lebten in Mount Washington und führten umfangreiche Feldstudien im Gebiet von Ohio durch. Sie kauften 1930 ein Auto und unternahmen ausgedehnte Reisen durch die Appalachen, um die Flora zu kartieren, aufzuzeichnen und zu fotografieren.
Von 1910 bis 1913 war Braun an der University of Cincinnati Assistentin in der Abteilung für Geologie und 1914 übernahm sie eine ähnliche Position in der Abteilung für Botanik. Sie wurde 1917 Dozentin in der Botanikabteilung und von 1923 bis 1948 war sie Professorin an der University of Cincinnati. 1946 wurde sie zur ordentlichen Professorin ernannt.
Das Hauptinteresse von Braun galt den Laubwäldern im östlichen Nordamerika, ein Thema, zu dem sie mehrere Veröffentlichungen verfasste. Ihre 25-jährige Erforschung der Vegetation von Ohio und Kentucky führte zu ihrer klassischen ökologischen Studie über Laubwälder. Sie war eine der ersten amerikanischen Botanikerinnen, die die Veränderungen in einer bestimmten Flora über einen historischen Zeitraum verfolgte.
Braun gründete 1917 die Wildflower Preservation Society of North America und war auch Herausgeberin der Zeitschrift der Organisation. Von 1933 bis 1934 wurde sie die erste Präsidentin der Ohio Academy of Science und 1950 die erste Präsidentin der Ecological Society of America.
Sie starb im Alter von 81 Jahren in ihrem Wohnsitz in Cincinnati.

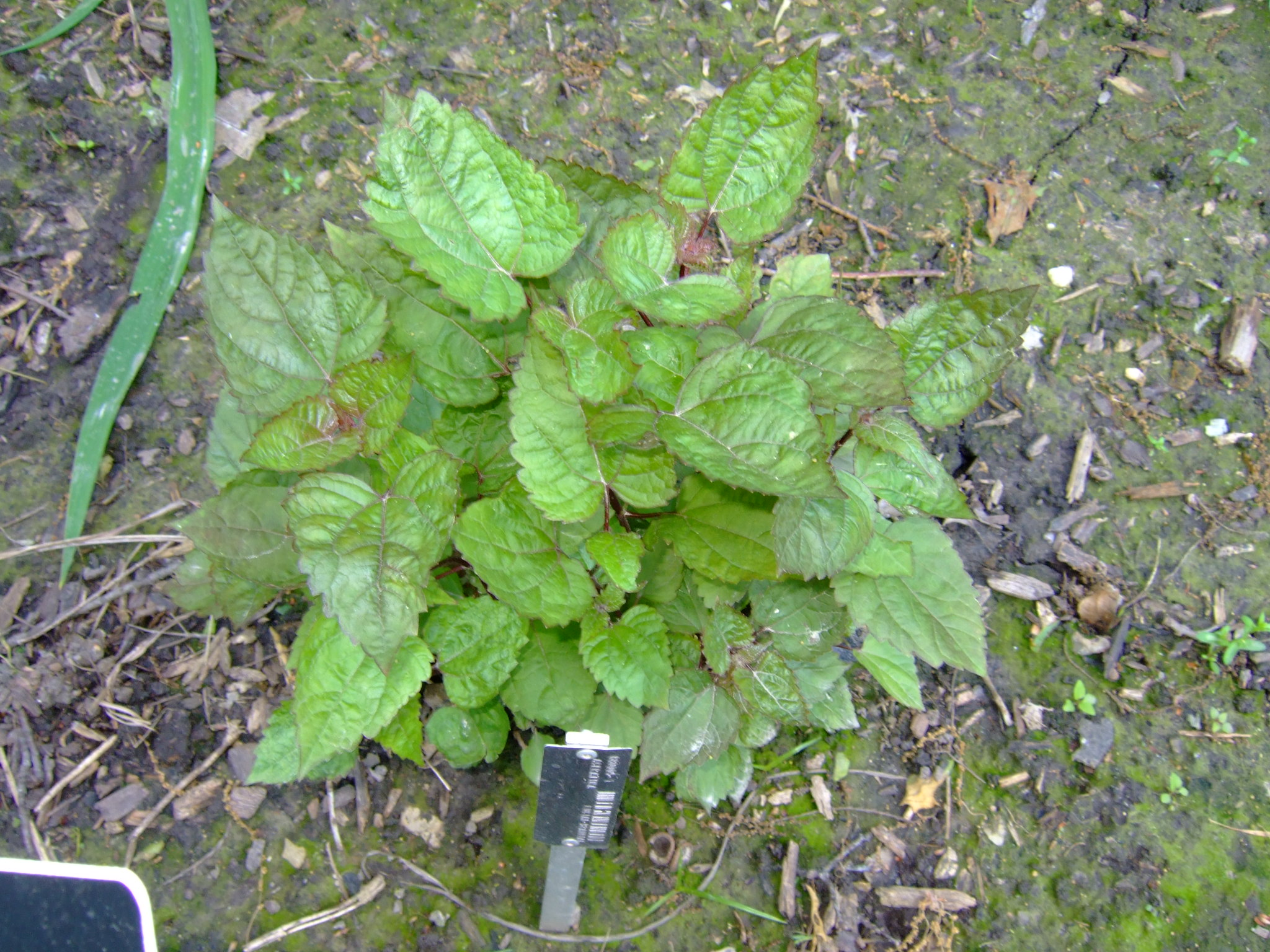
Ageratina luciae-brauniae wächst im Missouri Botanical Garden

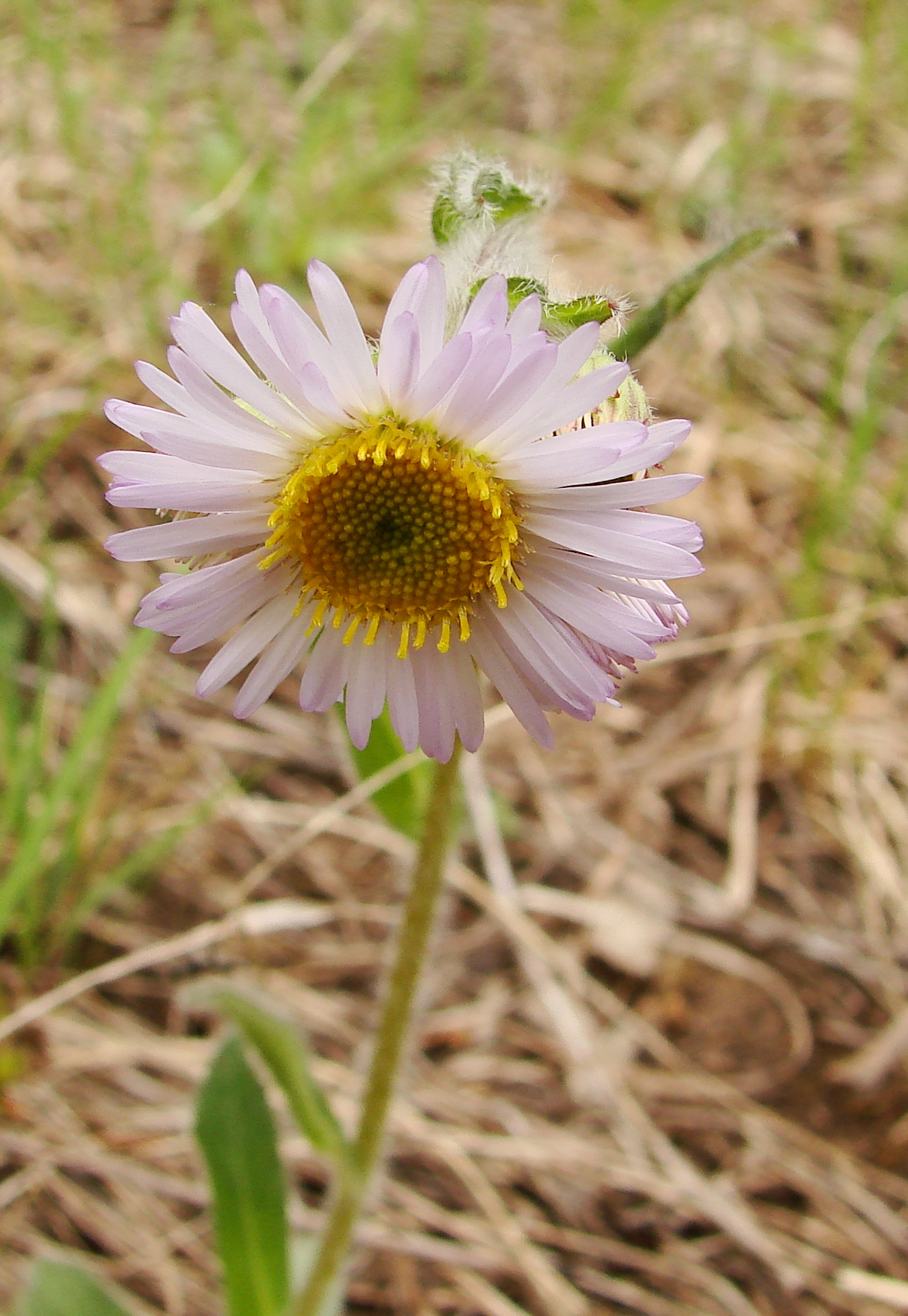
Erigeron pulchellus

Als Braun starb, hatte sie etwa 11.891 Exemplare für ihr persönliches Herbarium gesammelt und war während ihrer 25-jährigen Suche nach botanischen Exemplaren im Osten der Vereinigten Staaten über 65.000 Meilen gefahren. Ihre Sammlung ist heute Teil des Herbariums des Smithsonian National Museum of Natural History in Washington, D.C.
Braun veröffentlichte über 180 Werke, darunter vier Bücher und Aufsätze in 20 verschiedenen Zeitschriften. Sie arbeitete daran, die 22 Morgen große Lynx Prairie aus trockenem Kalkstein zu erhalten, die schließlich zur Gründung des Richard & Lucile Durrell Edge of Appalachia Preserve System und zur Heimat mehrerer seltener Pflanzen führte. Ihre Bemühungen führten auch zur Gründung der Naturschutzorganisation The Nature Conservancy.
Das Autorenkürzel ELBraun wird verwendet, um sie als Autorin bei der Zitierung eines botanischen Namens anzugeben. Fünf Pflanzennamen erinnern an ihren Namen: Ageratina luciae-brauniae,  Erigeron pulchellus var. brauniae, Silphium terebinthinaceum var.luciae-brauniae, Viola x brauniae und Rinodina brauniana.

## Ehrungen
- 1943 und 1944: Guggenheim-Stipendium[8]
- 1952: Mary Soper Pope Memorial Award in Botanik, Cranbrook Institute of Science
- 1956: Verleihung des Certificate of Merit von der Botanical Society of America
- 1964: Ehrendoktorwürde der University of Cincinnati
- 1971: erste Frau, die in die Ohio Conservation Hall of Fame aufgenommen wurde

## Veröffentlichungen (Auswahl)
- 1950: Deciduous Forests of Eastern North America. Philadelphia, Blakiston.
- 1961: The Woody Plants of Ohio. The Ohio State University Press, 1989, ISBN 978-0-8142-0497-9.